# Stołe Popow
Stole Popow (maced. Столе Попов), (ur. 20 sierpnia 1950 w Skopju) – macedoński reżyser i scenarzysta filmowy.

## Życiorys
W 1973 ukończył studia z zakresu reżyserii na Wydziale Sztuk Dramatycznych w Belgradzie (klasa prof. Radosza Novakovicia). W latach 1974–1978 realizował krótkie filmy dokumentalne. W latach 1978–1988 pracował w wytwórni Vardar Film, początkowo jako reżyser, a następnie jako dyrektor wytwórni. Od 1989 wykłada reżyserię filmową na Wydziale Sztuk Dramatycznych w Skopju. W tym samym roku założył wraz z Danczo Czewreskim i Stewo Crwenkowskim prywatną wytwórnię filmową „Triangle”.
Debiut dokumentalny Popowa - film Ogień przyniósł mu pierwszą nagrodę na Festiwalu Filmów Krótkometrażowych w Belgradzie w 1974. W kolejnych latach wyróżniano w Belgradzie jego dwa kolejne filmy - Australia, Australia i DAE. Za ten ostatni film został nagrodzony na festiwalach w Oberhausen i Melbourne. Debiutem fabularnym Popowa był film Czerwony Koń z 1981. Zrealizował potem jeszcze cztery filmy fabularne.

## Filmografia
- 1974: Ogień (Оган, reżyseria, scenariusz)
- 1976: Australia, Australia (Австралија, Австралија, reżyseria)
- 1977: Przedsiębiorstwo budowlane Mawrowo (reżyseria, scenariusz)
- 1979: DAE (ДАЕ) – reżyseria
- 1979: Witajcie! (reżyseria)
- 1981: Czerwony Koń (Црвениот коњ, reżyseria)
- 1984: Popowa Szapka (reżyseria, scenariusz)
- 1986: Szczęśliwego Nowego Roku 1949 (Среќна Нова ’49, reżyseria)
- 1991: Tatuaż (Тетовирање, reżyseria)
- 1997: Cygańska magia (Џипси меџик, reżyseria, produkcja)
- 2014: Do Balcak